# Eugène-Édouard Avard
Eugène-Édouard Avard, né à Saint-Hélier (Jersey) le 2 janvier 1868 et mort le 4 février 1943 est un architecte français.

## Biographie
Eugène-Édouard Avard entre à l’École des beaux-arts de Paris en 1886, où il est élève de l’architecte Léon Ginain. Il accède à la première classe en 1890 et obtient son diplôme d’architecte en 1895.
Après l’obtention de son diplôme d'architecte DPLG en 1895, il devient architecte municipal de la ville de Dreux (Eure-et-Loir) et inspecteur des monuments historiques. Édouard Avard a largement contribué à l'architecture municipale de Dreux avec la construction de l'hôtel de la Caisse d'épargne de Dreux, des abattoirs municipaux, de l'ancien arsenal des pompiers ou encore des façades des imprimeries Lefèbre et de la Librairie Broult Dividis .
En Eure-et-Loir, il est l'auteur de la construction de 25 écoles, de la restauration de 15 églises, de la construction de nombreuses villas et maisons d’habitation, de fermes, d'établissements agricoles, de la restauration de châteaux dont celui d'Anet.
Il démissionne de son poste d'architecte de la ville de Dreux en 1903 au profil de l'architecte Pierre Harant. Eugène Avard s'installe à Bellevue (Seine-et-Oise) la même année.
En 1911, Eugène-Édouard Avard s'installe à Meudon (Hauts-de-Seine) où il devient expert auprès des tribunaux et de la préfecture de Seine-et-Oise.

## Principales réalisations
- Hôtel de la Caisse d'épargne de Dreux (1893-1894), avec l'architecte Ernest Vidière,  Inscrit MH (2000).
- Abattoirs municipaux de la ville de Dreux (1897-1901)[4].
- Monument à Louis Terrier (1899) boulevard Louis Terrier, Dreux[5].
- Ancien arsenal des pompiers à Dreux (1902-1903), 5 place du Marché-couvert,  Inscrit MH (1996)[6],[7].
- Façades des imprimeries Lefèbre, Librairie Broult Dividis à Dreux (1902 ; 1907), 7-9 grande rue Maurice-Viollette,  Inscrit MH (1996)[8].
- Groupe scolaire Jules Ferry de Meudon (1910-1914), 10 bis, avenue Louvois, Meudon, avec l'architecte Charles Blanche[3].

Principales réalisations à Dreux
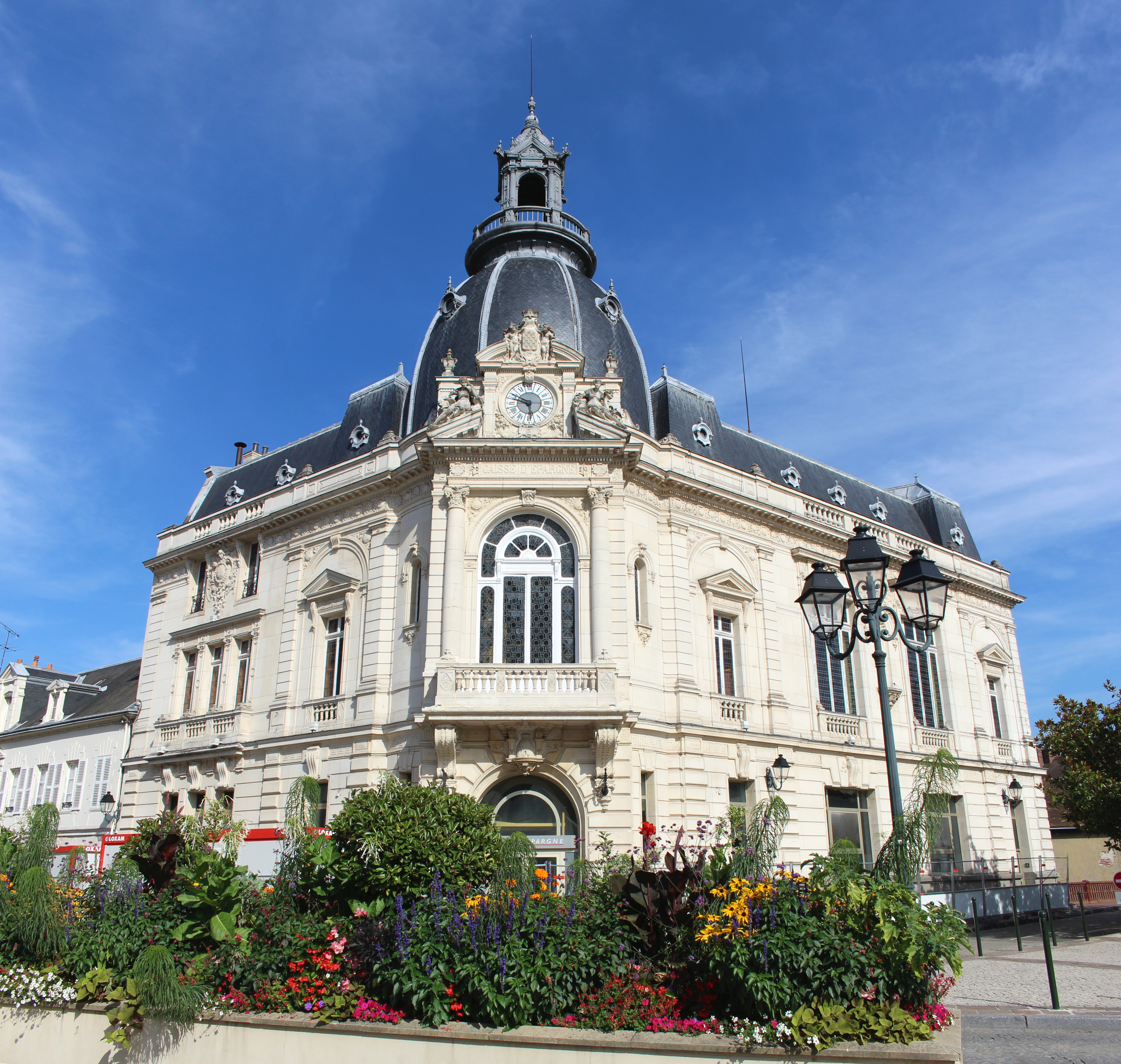
Hôtel de la Caisse d'épargne de Dreux.
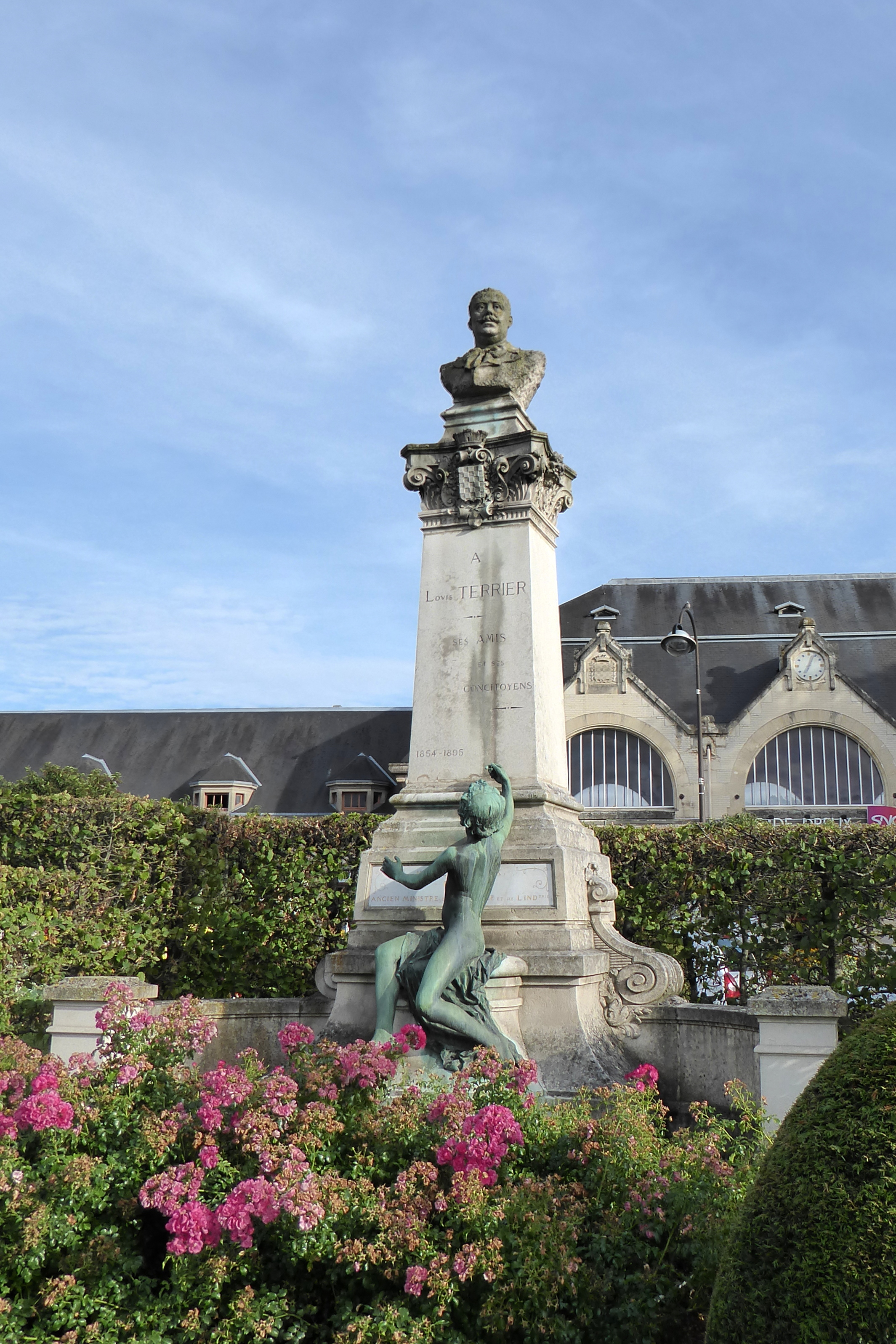
Monument à Louis Terrier.
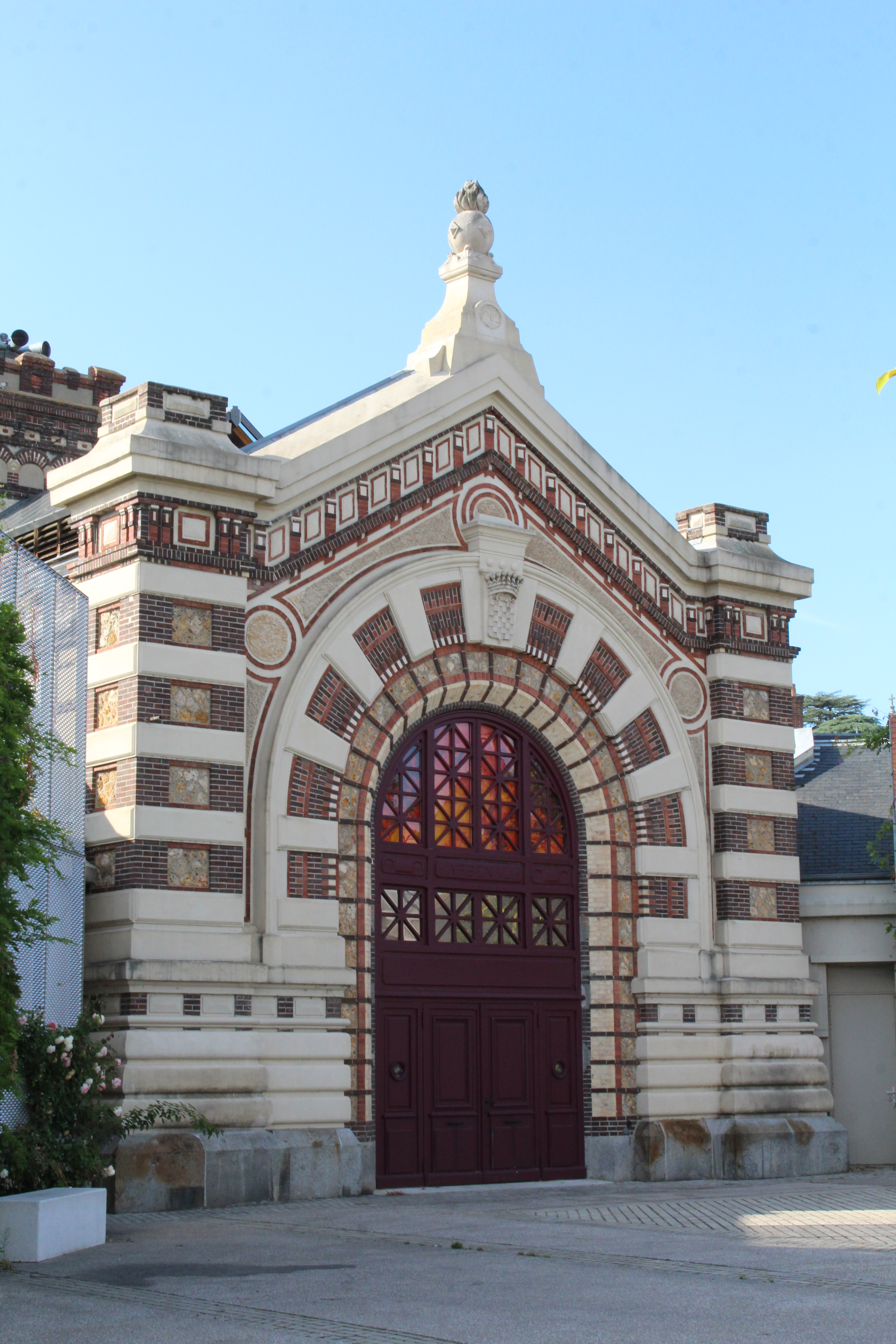
Ancien Arsenal des pompiers.
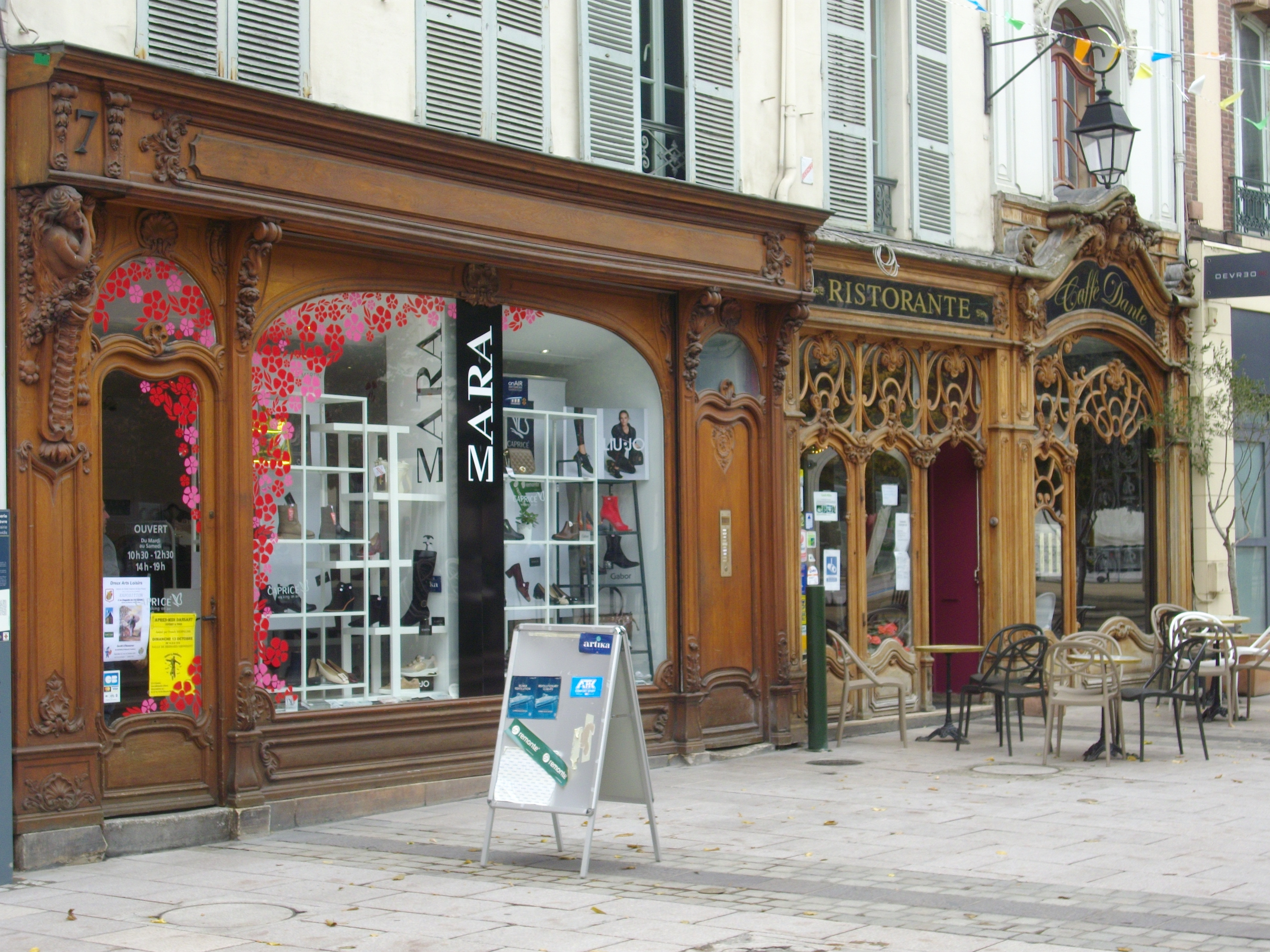
Façades des imprimeries Lefèbre et librairie Broult Dividis.